# 門托鎮區 (密歇根州奧斯科達縣)
門托鎮區（英語：Mentor Township）是位於美國密歇根州奧斯科達縣的一個行政鎮區。

## 地方資料
門托鎮區的面積為369.60平方千米，當中陸地面積為367.90平方千米，而水域面積為1.70平方千米。根據2020年美國人口普查的數據，當地共有人口1037人，而人口密度為每平方千米2.81人。